# Раноджі Скіндія
Раноджі Скіндія — засновник і перший магараджа Гваліора. Засновник династії Скіндіїв.

## Життєпис
Походив з родини маратхських землевласників. Свою кар'єру розпочав на службі у пешви Баджі Рао I. У 1726 році проявив себе у бойових діях з могольськими намісниками Мальви. 
У 1731 році відзначився у битві при Амдхері, де маратхи остаточно здолали моголів і захопили Мальву. Тоді як джагір (маєтність) Раноджі Рао отримав місто Удджайн. Воно стало першою столицею князівства Скіндіїв.